# Lyceum Theatre (Londres)
Pour les articles homonymes, voir Lyceum Theatre.
Le Lyceum Theatre est une salle de spectacle de 2 100 places située sur Wellington Street et derrière le Strand dans le West End, City of Westminster, de Londres. 

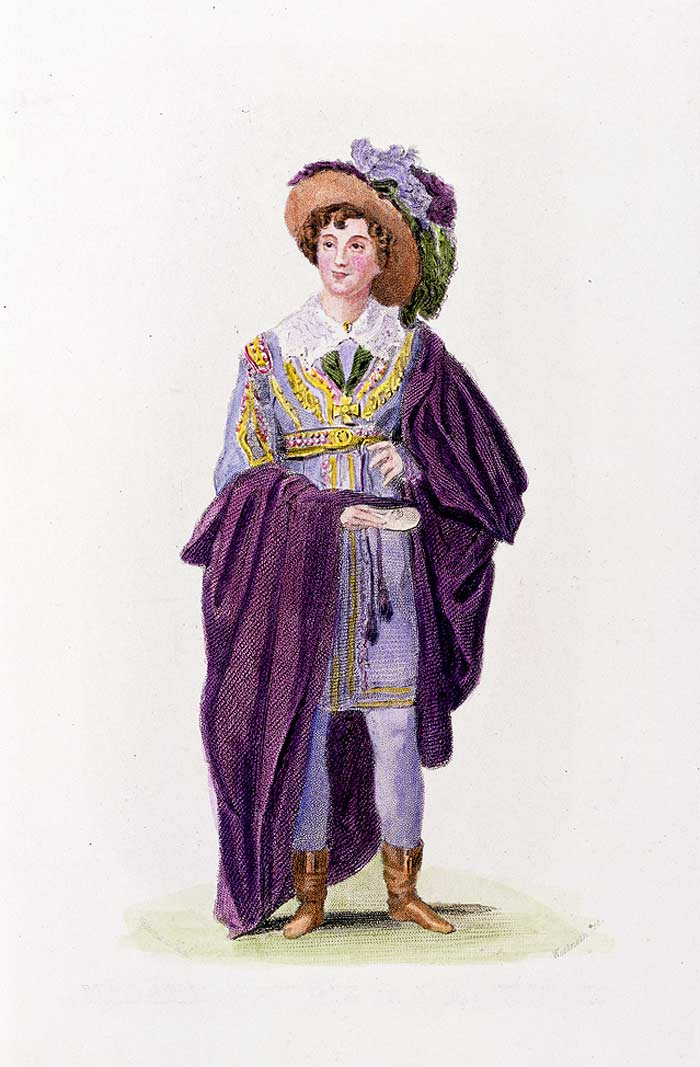
Gravure c. 1835 : Eliza Vestris dans The Alcaid.

Les adaptations de Dickens se poursuivent ensuite avec le concours de l'écrivain lui-même en 1860 autour de A Tale of Two Cities et d'autres romans et nouvelles.
De 1863 à 1867 les productions spectaculaires s’enchaînent sous la direction de Charles Fechter, le théâtre reprend son nom primitif de Lyceum Theatre.
En 1866, The Long Strike de Dion Boucicault est adapté des romans Mary Barton et Lizzie Leigh d'Elizabeth Gaskell. Ethel Lavenu, mère et grand-mère des acteurs Tyrone Power, Sr. and Tyrone Power se produit dans la plupart des pièces des années 1860. 
En 1863, W. S. Gilbert introduit la pantomime avec Uncle Baby et Harlequin Cock Robin and Jenny Wren en 1867. En 1884, il présente le drame Comedy and Tragedy.

## Les années Irving
Le nouveau directeur Hezekiah Linthicum Bateman et sa femme apprécient particulièrement Irving et montent le mélodrame The Bells, un succès théâtral dans lequel il a joué le bourgmestre fantôme durant 150 soirées à guichets fermés. Charles I, en 1872 tient durant 180 représentations. Mais le plus grand succès intervient certainement avec Hamlet joué 200 soirs de suite en 1874.

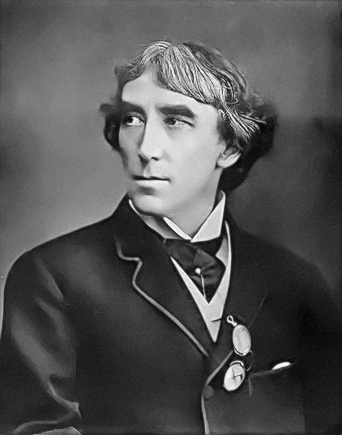
Sir Henry Irving.

En 1878, Irving reprend le théâtre après le décès de Bateman, cependant, des tensions naissent avec la veuve du directeur lors de la représentation de The Builder le 28 septembre 1878. Irving souhaite travailler avec « des acteurs et non des marionnettes » faute de quoi il « quittera le Lyceum. » Mrs. Bateman abandonna la partie pour diriger le Sadler's Wells Theatre Irving pris la pleine direction du Lyceum.

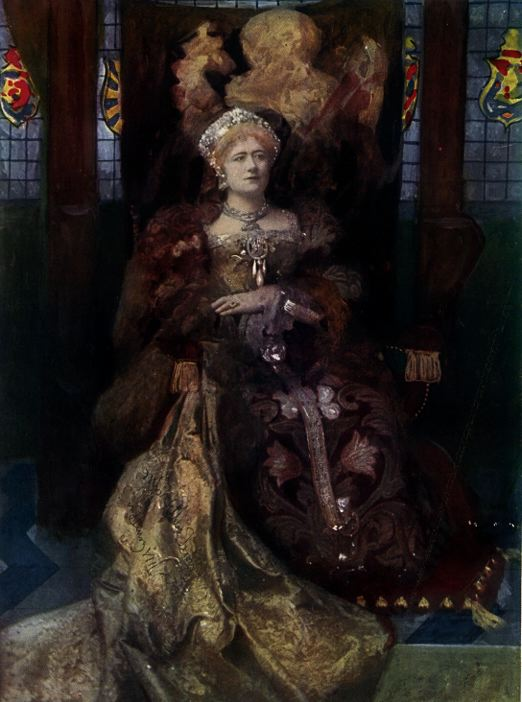
Ellen Terry dans le rôle de Katherine, dans Henri VIII.

Irving a continué à jouer, du Shakespeare notamment, jusqu'en 1902. Il s'est fait remarquer en engageant Ellen Terry à la notoriété quasi équivalente pour une durée de 24 ans, inédite dans les contrats de spectacle.
Parallèlement, Bram Stoker intègre le Lyceum en 1878 pour en devenir le directeur financier jusqu'en 1898. Il se murmure qu'Irving lui a inspiré le personnage de Dracula dans le roman éponyme publié en 1897. Stoker souhaitait qu'Irving joue le rôle du comte sanguinaire dans la version théâtrale, par ailleurs montée au Lyceum, mais celui-ci a toujours refusé.
Les succès s’enchaînent, en 1879, Le Marchand de Venise reste à l'affiche 250 soirs d'affilée et les pièces Shakespearienne ou d'inspiration historique s’enchaînent : Beaucoup de bruit pour rien,La dame de Lyon de Edward George Bulwer-Lytton (1878), Roméo et Juliette, Le Roi Lear, The Lyons Mail de Charles Reade (1883), Faust de William Gorman Wills (1885), Macbeth (1888, mis en musique par Arthur Sullivan), Henri VIII (1892),Becket d'Alfred Tennyson (1893), Le Roi Arthur de J. Comyns Carr, mis en musique Arthur Sullivan (1895), Cymbeline (1896) et Madame Sans-Gêne de Victorien Sardou et Émile Moreau en 1897.

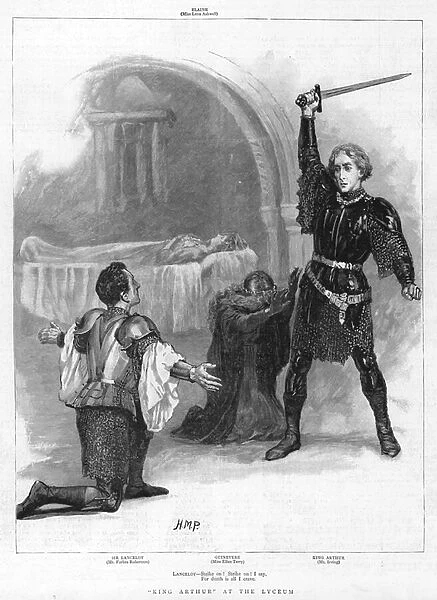
King Arthur au théâtre, en 1895.

En 1883, le théâtre s'exporte aux États-Unis, Irving est du voyage et dirige la troupe américaine du Lyceum en engageant notamment Johnston Forbes-Robertson, Mrs. Patrick Campbell, Sarah Bernhardt et Eleonora Duse.
En 1889, Francesco Tamagno un des tenors dramatiques les plus en vue de l'époque intègre le Lyceum pour chanter le rôle-titre de la première londonienne d'Otello, l'Opéra composé par Giuseppe Verdi sur la base de l'œuvre de Shakespeare.
Martin Harvey, élève d'Irving, reprend la troupe en 1895 et engage Benoît-Constant Coquelin dans une version de Cyrano de Bergerac.

## Le Lyceum d'aujourd'hui
Racheté par Thomas Barrasford en 1904 le théâtre est intégralement détruit puis reconstruit sous la direction de l'architecte Bertie Crewe dans un style rococo. Seule la façade et son portique est conservée. La programmation s'oriente alors vers le music-hall et la variété pour concurrencer de nouvelles formes de spectacles qui triomphent dans le West-End notamment au Palace Theatre ou au Coliseum.
Cependant, c'est un échec et très vite le Lyceum revient au théâtre et de 1909 à 1938, les Melville Brothers y enchaînent des mélodrames spectaculaires.
En 1919, Edward Jones réalise quelques travaux d'aménagement supplémentaires qui permettent durant l'entre deux guerres de jouer des pièces 10 mois de suite et des pantomimes de Noël, 2 mois durant (dont Queen of Hearts en 1938). Le Lyceum a été le dernier théâtre de Londres à proposer de la pantomime s'achevant par une harlequinade, une performance libre et burlesque comprenant pitreries, jongleries et acrobaties.
En 1939, le Lyceum ferme ses portes et la Mairie de Londres rachète le bâtiment en vue de le démolir et d'élargir la rue. La dernière a lieu le 26 juin 1939 avec une représentation d'Hamlet mise en scène par Sir John Gielgud, le neveu d'Ellen Terry.
Avec la guerre, le plan d'élargissement des rues est abandonné et le théâtre en sommeil depuis 6 ans est converti en salle de bal sous le nom de Lyceum Ballroom.
Le concours Miss World a lieu au Lyceum de 1951 à 1968 tandis que de nombreux groupes s'y produisent. Oscar Rabin Band y joue régulièrement et dans les années 1960 et 1970, le théâtre devient une scène pop reconnue et également un plateau de télévision. The Grateful Dead, The Groundhogs, The Clash, Bob Marley and the Wailers, Led Zeppelin, Queen, The Police, The Who, Emerson, Lake & Palmer, Colosseum, U2, The Smiths and Culture Club y ont tous joué au moins une fois.
Dans le cadre de la réhabilitation de Covent Garden proposée par la ville de Londres en 1968, le théâtre est à nouveau menacé par la proximité du Vaudeville Theatre, du Garrick Theatre, du Adelphi Theatre et du Duchess theatre. La British Actors' Equity Association, la Musicians' Union, et des propriétaires de théâtre se mobilisent pour le sauver via une campagne intituléeSave London Theatres Campaign. Ils obtiennent gain de cause et en 1973, le théâtre a été classé malgré une altération intérieure importante due aux aménagements de la salle de bal qui empiètent et abîment une partie substantielle de la salle originale.
Le théâtre ferme à nouveau ses portes en 1986, après une série de concerts donnée par le National Theatre's (Trilogie Mysteries de Bill Bryden).
Le Théâtre est alors loué pour des événements privés par Brent Walker jusqu'en 1994. Cette année-là, la salle est reprise par la société Apollo Leisure qui restaure intégralement le théâtre et son auditorium afin d'accueillir de grands spectacles musicaux et des opéras. Les travaux d’agrandissement et de remise en état proche de l'origine sont menés par le cabinet Holohan Architects. Le nouvel auditorium est inauguré avec la comédie musicale Jesus Christ Superstar à partir de 1996 et jusqu'en 1998.
Depuis 1999, Le Roi Lion s'est installé dans les murs du théâtre. Afin de célébrer les 10 ans du spectacle, qui a généré 289£ million de recettes et a été vu par 8 millions de spectateurs à Londres, 250 anciens membres du spectacle ont assisté à une représentation privée en présence de la créatrice du spectacle Julie Taymor, du Premier Ministre David Cameron et de James Earl Jones qui prête sa voix à Mufasa dans la version anglaise du dessin animé.

## Principales productions
- Jesus Christ Superstar (19 novembre 1996 – 28 mars 1998)
- Oklahoma! (Février 1999 – juin 1999)
- Le Roi Lion (24 septembre 1999 – )